# 索斯德尔雷卡托利科
索斯德尔雷卡托利科，是西班牙阿拉贡自治区萨拉戈萨省的一个市镇。 总面积217平方公里，总人口738人（2001年），人口密度3人/平方公里。